# 기산사
기산사는 충청북도 청주시 상당구에 있다. 2015년 4월 17일 청주시의 향토유적 제39호로 지정되었다.

## 개요
1949년 경술국치 때 순절한 조장하의 위해를 봉안하기 위해 세운 사당이다.